# Филип Марлоу

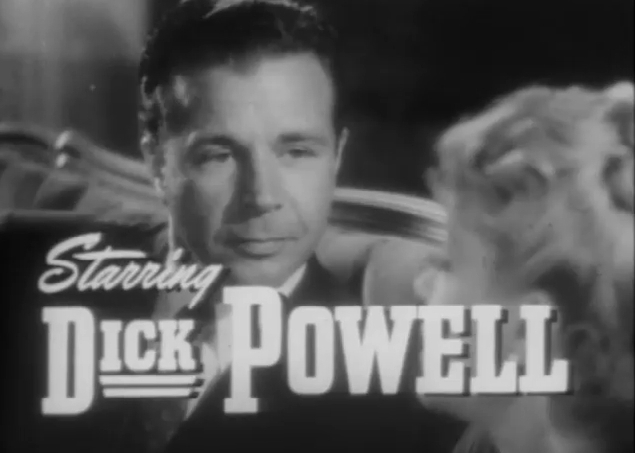
Дик Пауэлл в роли Филиппа Марлоу

Филип Марлоу (вариант: Марло; англ. Philip Marlowe) — вымышленный частный детектив из Лос-Анджелеса, который является главным героем многих нуаровых рассказов и романов Раймонда Чандлера, включая:
- 1939 — «Глубокий сон»,
- 1940 — «Прощай, любимая»,
- 1942 — «Высокое окно»,
- 1943 — «Леди в озере»,
- 1954 — «Долгое прощание».

Марлоу представлен как потрёпанный жизнью циник, который с пессимизмом наблюдает за нравственным разложением американского общества и царящей в нём коррупцией. При необходимости он не колеблясь прибегает к насилию. Несмотря на резкость и регулярное употребление бурбона, Марлоу — персонаж положительный. Чандлер как-то заметил, что Марлоу смог бы соблазнить герцогиню, но он бы не притронулся к девственнице. Долг для него превыше всего, в том числе и чар роковых соблазнительниц нуарового мира, таких, как Кармен в «Глубоком сне».
Марлоу впервые появляется на страницах чандлеровской прозы в новелле 1934 года, где он действует в вымышленном городе Сан-Анджело в ряду других подобных персонажей. Со временем он стал основным героем произведений Чандлера и даже мелькал в книгах других авторов. В фильмах Марлоу играли:
- Хамфри Богарт («Глубокий сон»),
- Роберт Монтгомери («Леди в озере»),
- Дик Пауэлл («Убийство, моя милая»),
- Джордж Монтгомери («Кровавые деньги»),
- Роберт Митчем («Прощай, моя красавица», «Глубокий сон»),
- Эллиотт Гулд («Долгое прощание»),
- Джеймс Гарнер («Марлоу»),
- Пауэрс Бут (сериал «Марлоу: Частный сыщик»)
- Дэнни Гловер (сериал «Падшие ангелы», эпизод Red Wind)
- Джеймс Каан («Частный детектив Марлоу», в оригинале Poodle Springs),
- Лиам Нисон («Марлоу»)
- Майкл Гэмбон (Поющий детектив)

В «Долгом прощании» Роберта Олтмана (1973) предпринята попытка «деконструкции» этой культовой фигуры. Несколько дезориентированный детектив просыпается в «хипповой» Калифорнии начала 1970-х. В олтмановской трактовке Марлоу то ли импотентен, то ли асексуален. В отличие от всех окружающих мужчин, он не испытывает никакого интереса к полуголым девицам, которые круглосуточно дефилируют перед его окнами. Он единственный из персонажей, кто не состоит ни с кем в любовной связи. Бессилие Марлоу подчёркнуто его неспособностью разобраться с собственным котом и встречающимися ему на протяжении всего фильма собаками. Фильм едва не заканчивается его кастрацией.

## Произведения о Филипе Марлоу
- 1939 — Глубокий сон / The Big Sleep (Другие названия: Вечный сон; Великий сон; Большая спячка) [роман]
- 1940 — Прощай, любимая / Farewell, My Lovely (Другие названия: Прощай, моя красотка) [роман]
- 1942 — Высокое окно / The High Window (Другие названия: Окно в вышине; Золотой дублон Брашера) [роман]
- 1943 — Женщина в озере / The Lady in the Lake (Другие названия: Девушка в озере; Блондинка в озере; Дама в озере; Леди в озере) [роман]
- 1949 — Маленькая сестрёнка / The Little Sister (Другие названия: Сестрёнка; Сестричка; Младшая сестра) [роман]
- 1950 — Свидетель / Finger Man (Другое название: Наводчик) [повесть]
- 1950 — Золотые рыбки / Goldfish (Другое название: Золотая рыбка) [повесть]
- 1950 — Горячий ветер / Red Wind (Другие названия: Красный ветер; Рыжий ветер; Знойный ветер; Кровавый ветер) [повесть]
- 1950 — Опасность — моя профессия / Trouble Is My Business (Другое название: Неприятности — моё ремесло) [повесть]
- 1954 — Долгое прощание / The Long Goodbye [роман]
- 1958 — Обратный ход / Playback (Другие названия: На том стою…; Повторение пройденного; Привычный круг; Бесконечный поворот; Бесконечный повтор) [роман]
- 1959 — Марлоу разбирается с Синдикатом / Marlowe Takes On the Syndicate // Неправильный голубь / Wrong Pigeon (1960) // Последнее дело Марлоу / Philip Marlowe’s Last Case (1962) // Карандаш / The Pencil (1965) [повесть] (опубликовано посмертно)
- 1989 — Пудл Спрингс / Poodle Springs [роман]

## Интересные факты
- На образ Марлоу ориентировался Харрисон Форд при работе над ролью Декарда в «Бегущем по лезвию» (1981)[2].
- Психоаналитик Славой Жижек в своей книге «Возлюби свой симптом» (1992) рассмотрел фигуру Марлоу с позиций лакановского учения[3].
- В 2014 году вышел японский сериал Long Goodbye, снятый по мотивам "Долгого прощания". Действие перенесено в Японию 1950-х.
- В небольших ролях в некоторых фильмах о Филипе Марлоу снимались начинавшие карьеру звезды боевиков: Брюс Ли в «Марлоу», Арнольд Шварценеггер в  «Долгом прощании» и Сильвестр Сталлоне в «Прощай, моя красавица».